# Chikkanahalli, Kolar
Chikkanahalli là một làng thuộc tehsil Kolar, huyện Kolar, bang Karnataka, Ấn Độ.